# 가든 오브 이블
가든 오브 이블(Garden Of Evil)은 미국에서 제작된 헨리 헤서웨이 감독의 1954년 영화이다. 게리 쿠퍼 등이 주연으로 출연하였고 찰스 브래킷 등이 제작에 참여하였다.

## 출연

### 주연
- 게리 쿠퍼
- 수잔 헤이워드

### 조연
- 리차드 위드마크
- 휴 말로우
- 캐머런 미첼
- 리타 모레노
- Victor Manuel Mendoza

## 제작진
- Ass-PD: Saul Wurtzel
- 미술: Edward Fitzgerald
- 미술: 라일 R. 휠러
- 의상: 트라빌라